# Sydney (série télévisée)
Syndey est une série télévisée américaine de sitcom en treize épisodes de 22 à 24 minutes diffusés sur CBS entre le 21 mars et le 25 juin 1990.

## Fiche technique
Sauf indication contraire, les informations mentionnées dans cette section peuvent être confirmées par la base de données cinématographiques IMDb,  présente dans la section « Liens externes ».
- Titre original : Sydney
- Réalisation : Lee Shallat Chemel, Iris Dugow, Art Wolff, Robert Berlinger, Ellen Gitterlsohn et John Ratzenberger
- Scénario : Maria A. Brown, Michael Wilson, Douglas Wyman, Jane Milmore et Billy Van Zandt
- Photographie : Kenneth Peach Jr.
- Musique : Alex Van Halen, Eddie Van Halen, Mason Cooper et Michael Anthony
- Casting : Allison Jones (en)
- Montage :
- Décors :
- Costumes :
- Production : Pamela Grant
  - Producteur délégué : Jack Grossbart et Marty Litke
  - Producteur associé : Todd Stevens
- Sociétés de production : Oomp & Friends Productions, Gold Hart Entertainment et Grant/Tribune Productions
- Société de distribution : CBS
- Chaîne d'origine : CBS
- Pays d'origine :  États-Unis
- Langue originale : anglais
- Genre : Sitcom
- Durée : 22 à 24 minutes

## Distribution

### Acteurs principaux
- Valerie Bertinelli : Sydney Kells
- Matthew Perry : Billy Kells
- Craig Bierko : Matt Keating
- Barney Martin : Ray
- Rebeccah Bush : Jill
- Perry Anzilotti : Perry
- Daniel Baldwin : Cheezy
- Georgia Brown : Linda Kells

### Acteurs secondaires et invités
- Chazz Palminteri : Tony
- Yeardley Smith : Tracy Cole
- Kevin Dunn : Jake
- Andy Dick : le serveur
- Stephen Furst : William B. Gold
- Kathleen Freeman : Louisa
- Earl Boen : M. Fenton
- Pat Harrington, Jr. : Georgie
- Kristen Cloke : Suzanne
- Tony Longo : Lenny
- Hamilton Camp : le jockey
- Billy Van Zandt : père Van Zandt
- John J. York : Derek
- Thomas Byrd : Rick

## Épisodes
1. You? You're a Private Eye?
2. Promises, Promises
3. Cliffhanger
4. Love Ya, Babe
5. She Loves Me
6. I Gotta Be Me
7. Georgie
8. The Me Nobody Knows
9. Sydney's Mom
10. 36-24-36
11. On a Claire Day
12. Jake
13. Chicken a la Matt